# História da divisão administrativo-territorial da Rússia
A história da divisão administrativo-territorial da Rússia é a história das divisões legalmente formalizadas do território em certas partes, de acordo com as quais o sistema de autoridades e administração foi construído e funcionou.

## Antecedentes
No século XIV, começou a unificação da Rússia sob o domínio do Grão-Ducado de Moscou, o que levou ao surgimento de um único Estado Russo no final do século XV. Consistia em uezds governados por namestniks (Vice-rei), e mais tarde por voivodas, e divididos em stans e volosts. Os uezds se formaram espontaneamente a partir dos territórios dos antigos principados e, portanto, diferiam muito em tamanho.
No século XVII, os distritos administrativo-militares - razriads - constituídos por vários uezds, generalizaram-se nas regiões fronteiriças. O objetivo de sua criação foi o gerenciamento mais bem-sucedido de uma região remota no caso de uma ameaça externa.
No entanto, o sistema não era suficientemente centralizado - o controle de Moscou era fraco, incapaz de superar a arbitrariedade local e a arrecadação de impostos sofria de atrasos. Em particular, o controle insuficiente foi expresso nas Revoltas de Astracã (1705-1706) e Bulavin (1707-1708).

## Gubernias de Pedro

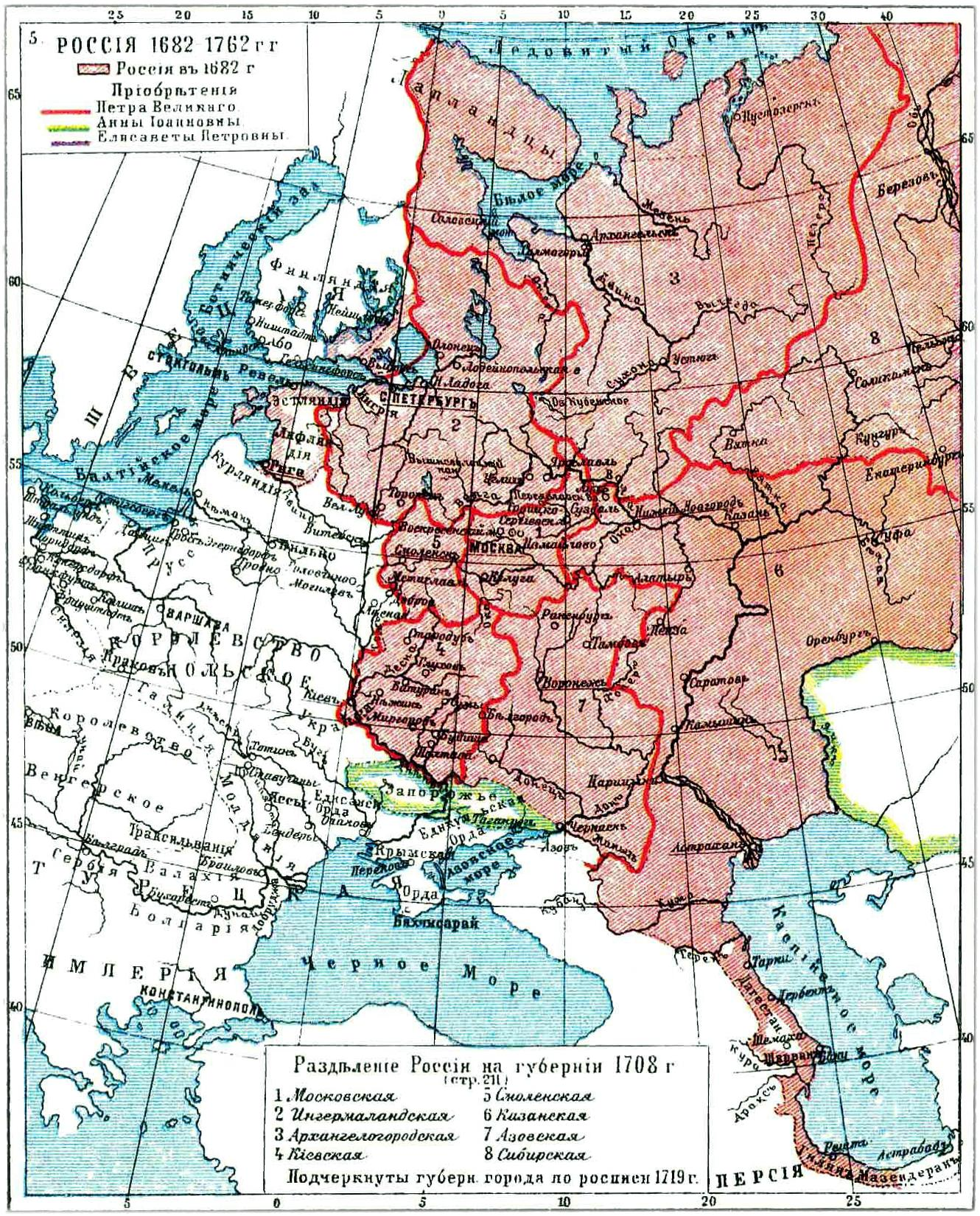
Oito gubernias introduzidas pela reforma regional de Pedro I em 1708.

### Primeira Reforma de Pedro I
Como resultado, em 1708, o Czar Pedro I realizou uma reforma regional, dividindo o território da Rússia em 8 grandes gubernias: Moscou, Ingermanland (Shlisselburg; desde 1710, São Petersburgo), Arkhangelsk, Quieve, Smolensk, Kazan, Azov e Siberiano (Tobolsk).
Em vez de uezdes, o território do país foi dividido em cidades com terras adjacentes, além de razriads e ordens. Em 1710-1713, os gubernias foram divididos em lotes, que foram controladas por landrats.
Em 1713, a Gubernia de Riga foi formada a partir da parte anexada da Livônia Sueca e parte do Gubernia de Smolensk, e o restante do Gubernia de Smolensk foi transferido para o Gubernia de Moscou. Em 1714, do noroeste da Gubernia de Kazan, foi transformado no Gubernia de Nizhni Novgorod. Em 1717, o sul do Gubernia de Kazan foi transformado no Gubernia de Astracã. Em 1717-1719, os territórios do Gubernia de Nizhny Novgorod retornaram temporariamente à Gubernia de Kazan.

## Anos 1914-1922

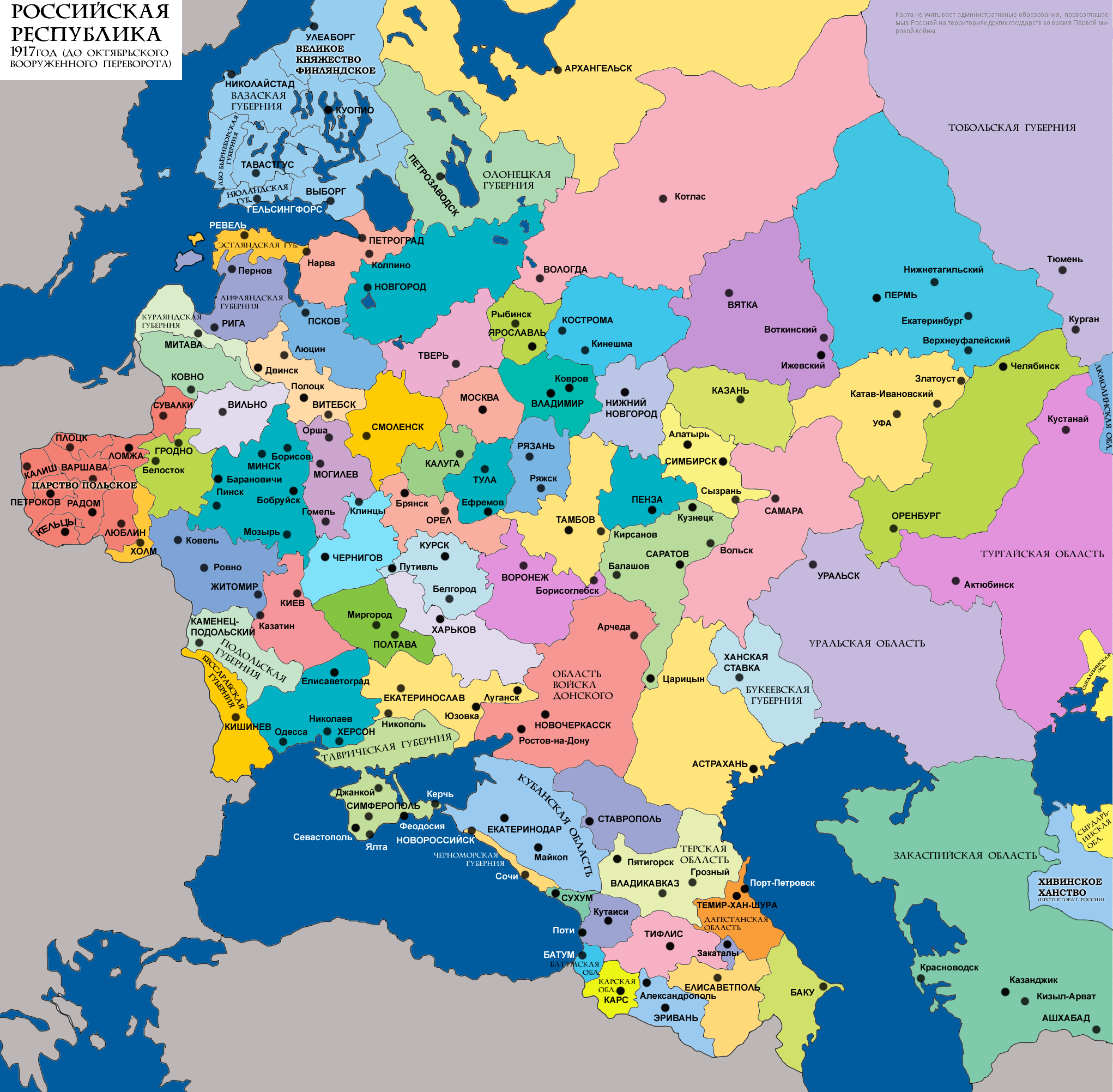
Mapa da parte ocidental da Rússia mostrando as gubernias e oblasts em 1917.